# Колчак Ільяш
Ільяш Колчак-паша (рум. Iliaş Colceag; бл. ? — 1743, Житомир) — воєначальник Османської імперії сербсько-хорватського походження.
Написання прізвища різними мовами: Колъчакъ, Колъчак, Кольчакъ, Колчакъ, Кольчак, Колчак, Kolchak, Kołczak, Kolczak, Koltsják, Koltšaki, Koltjak, Kolčak, Kolçak, Colceag, Koltschak, Koltchak,کولچاک, ק

## Біографія
Життєпис цієї людини є досить типовим для багатьох людей того часу.
Де народився — не встановлено. З маленького князівського роду. Поступив на службу у османське військо рятуючи рідних.
В Боснії прийняв іслам взявши ім'я Хусейн. Відзначився у російсько-турецькій війні 1710—1713 рр.
В 1717 році турецький султан Ахмет III нагородив Колчака титулом паші і призначив воєначальником в Хотинській фортеці, де він прослужив 22 роки.
За деякими даними був у 1734—1736 рр. призначений візиром, але пробув ним недовго.
Під час російсько-турецької війни 1735—1739 рр. Колчак-паша був призначений командувачем турецькими військами на молдавському фронті, але спочатку не брав у них активної участі. Після переходу воєнних дій на Південний Буг, турецьку армію очолив Велі-паша, а Колчак-паша був направлений на захист Хотинської фортеці.
Після поразки турецьких військ під Ставчанами 28 серпня 1739 року, фортеця була обложена російською армією. У Колчак-паші залишилось всього 900 чоловік проти 60 000 армії генерал-фельдмаршала Мініха. Мініх висунув прийнятні умови здачі фортеці і 30 серпня Колчак-паша здався разом зі своїм сином Мехмет-беєм, до кінця війни залишався в полоні в Санкт-Петербурзі.
Молодшого 11-річного сина Селім-бея, з гаремом відправив у Туреччину.
Після підписання мирного договору Колчак-паша вирішив повернутися у Туреччину, однак вже в дорозі довідався, що султан Махмуд I розцінив здачу фортеці за зраду і віддав наказ про страту Колчак-паші.
Невдовзі Ільяш Колчак-паша замешкав у Речі Посполитій на службі у польського магната Йозефа Потоцького. Помер у Житомирі у 1743 році.
Його син Мехмет-бей прийняв православ'я і вступив на службу до двору російської імператриці Єлизавети Петрівни, швидко отримав дворянський титул.
Про дітей Мехмета нічого не відомо.
Відомі носії прізвища:
Фонд: 1343 Опис: 23 Діло: 5587,1839-46,87гг., Лук'ян Харитонович Колчак(1765 р.н.) служив при імператорах Павлі I і Олександрі I сотником (поручником) у Бузькому козачому війську, та отримав земельну ділянку у слободі Бірносовії Ананьївського уїзду Херсонської губернії. Серед його прямих нащадків також його правнук — Олександр Васильович Колчак — відомий дослідник, мінер та останній Правитель Російської імперії.